# Lester Bangs
Leslie Conway Bangs (* 14. Dezember 1948 in Escondido, Kalifornien; † 30. April 1982 in New York, NY, USA) war ein US-amerikanischer Musikjournalist, Autor und Musiker.

## Leben
Bangs wuchs in einer Kleinstadt bei San Diego auf. Seine strenggläubige Mutter war Mitglied der Zeugen Jehovas. Sein alkoholkranker und vorbestrafter Vater kam bei einem Hausbrand um, als der Junge neun Jahre alt war. Schon als Kind begann Bangs zu schreiben. Als Teenager begeisterte er sich für die Beat-Literatur, Jazz, aber auch Garage- und Surfmusik.
Bangs begann seine journalistische Karriere 1969 als freier Journalist beim Musikmagazin Rolling Stone. Wenige Jahre später wechselte er zum Magazin Creem, bei dem er fünf Jahre angestellter Redakteur war. Mit seinen Texten wurde er zu einem wichtigen Protagonisten des New Journalism, verfasste aber auch Texte im Gonzo-Stil. Mitte der 1970er Jahre ging er nach New York, wo er als freier Autor u. a. für Village Voice, New Musical Express und wieder den Rolling Stone schrieb, aber auch für Penthouse und Playboy. Seine Texte wurden auch vom deutschen Musikmagazin Sounds übernommen und sind in einigen Rock-Session-Bänden erschienen, die während der Siebziger im Rowohlt Verlag herausgegeben wurden.
Obwohl Bangs zu Lebzeiten vor allem Bücher und Biografien verfassen wollte, vollendete er nur die weniger ambitionierten Biografien über Blondie und Rod Stewart. Posthum erschienen zwei vom ehemaligen Rolling-Stone-Kollegen Greil Marcus herausgegebene Reader.
Bangs starb an einer Medikamentenunverträglichkeit, als er während einer Erkältung ein Grippemittel zusammen mit Valium zu sich nahm.

## Film
Bangs wurde von Regisseur Cameron Crowe, einem ehemaligen Kollegen von ihm beim Rolling Stone, im Film Almost Famous – Fast berühmt verewigt. Dargestellt wurde er von Philip Seymour Hoffman.